# Ettersburg
Ettersburg é um município da Alemanha, situado no distrito de Weimarer Land, no estado da Turíngia. Tem 2,92 km² de área, e sua população em 2019 foi estimada em 682 habitantes.